# São João da Fresta
São João da Fresta ist eine Gemeinde (Freguesia) im portugiesischen Kreis Mangualde. In ihr leben 169 Einwohner (Stand 19. April 2021).